# La Maison aux sortilèges
La Maison aux sortilèges (titre original : Weyward) est un roman historique et fantastique féministe, écrit par Emilia Hart et publié par St. Martin's Press en 2023. Il est traduit en une vingtaine de langues, dont le français. Il reçoit deux Goodreads Choice Awards en 2023 et est nommé pour le Glass Bell Award 2024.

## Résumé
La Maison aux sortilèges suit trois personnages principaux : Kate, en 2019, qui est enceinte et fuit son conjoint violent ; Violet, sa tante, en 1940 ; et Altha, en 1619, jeune femme de 21 ans accusée de sorcellerie après avoir utilisé les enseignements de sa mère pour fournir des soins de santé reproductive aux femmes des environs de Lancastre,,. Ces trois femmes sont liées entre elles par un cottage dans le village fictif de Crows Beck (comté de Cumbria) : il s'agit de la maison familiale de Violet, et Kate s'y réfugie,.
Altha, Violet et Kate font toutes trois face à des violences sexistes : chasse aux sorcières pour la première, violences familiales de la part d'un père alcoolique pour la deuxième, et violences conjugales pour la dernière,. Cependant, elles accèdent aussi, toutes trois, à des pouvoirs émanant de la nature qui entoure le cottage de Crows Beck,.

## Thèmes majeurs et inspirations
Emilia Hart rédige La Maison aux sortilèges en 2020, pendant la pandémie de Covid-19, alors qu'elle réside elle-même dans le comté de Cumbria,. Elle s'inspire notamment du procès des sorcières de Pendle et revendique sa volonté d'écrire le récit de survivantes de violences sexistes,. Qualifié de féministe, La Maison aux sortilèges questionne également, par les trajectoires héroïnes, les normes de genre imposées aux femmes,,. Il porte également un message sur la protection de l'environnement.

## Réception
À sa sortie en mars 2023, La Maison aux sortilèges se classe huitième de la liste des best-sellers du New York Times. Classé dans le champ de la « witcherature » (littérature sorcière, littérature fantastique), il reçoit un accueil critique positif, notamment de la part des magazines Publishers Weekly et Kirkus Reviews. Il est traduit en une vingtaine de langues, dont le français en septembre 2023,. Il se classe parmi les vingt titres les plus vendus par Amazon en 2024 et fait partie des livres les plus lus, en fiction historique, par les utilisateurs de la plateforme Goodreads en 2024.

### Prix et distinctions
En 2023, La Maison aux sortilèges reçoit deux Goodreads Choice Awards, dans les catégories fiction historique et meilleur premier roman,. En 2024, il est nommé pour le Glass Bell Award.

## Éditions
- Weyward, St. Martin's Press, 2023, 336 p.  (ISBN 9781250280800)
- La Maison aux sortilèges, Les Escales, 2023, trad. Alice Delarbre, 446 p.  (ISBN 9782298184273)
- La Maison aux sortilèges, Pocket, 2024, trad. Alice Delarbre, 512 p.  (ISBN 9782266342575)